# Johann Gottlob Henschke
Johann Gottlob Henschke (* 8. September 1771 in Dresden; † 18. September 1850 ebenda) war ein deutscher Landschaftszeichner und -kupferstecher.

## Leben

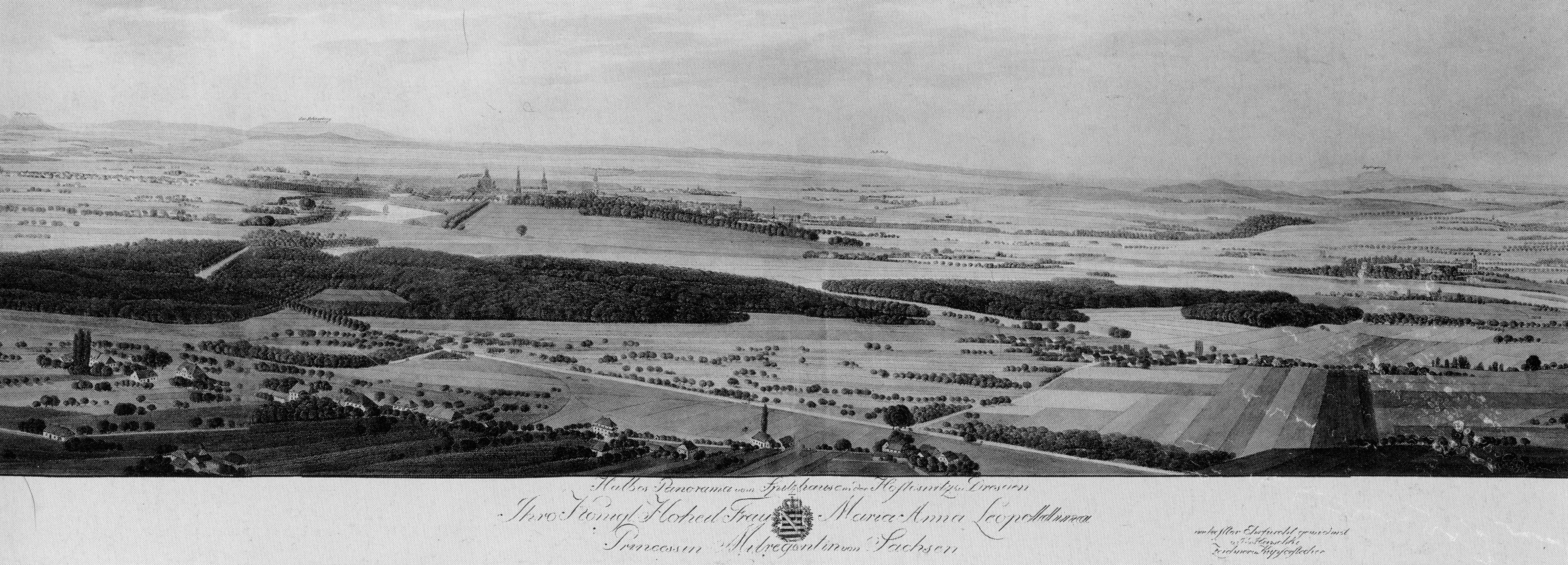
Lößnitz-Panorama, Blick vom Spitzhaus nach Dresden. Ausschnitt aus einer Radierung von Johann Gottlob Henschke, Anfang 19. Jahrhundert

Johann Gottlob Henschke wurde am 8. September 1771 in Dresden als Sohn des Tabakhändlers Johann Gottlob Henschke geboren. Er erhielt ab 1784 eine Zeichenausbildung an der Dresdner Kunstakademie bei Christian Gottlob Mietzsch, Cajetan Toscani und Adrian Zingg.
Er schuf vorwiegend sepiagetuschte Ansichten aus der Dresdner und Meißner Umgebung (Lößnitz, Wackerbarths Ruhe und Rochlitz sowie von Sörnewitz oder dem Spaargebirge) sowie Porträts (z. B. Johann Sebastian Bach).